# Apaca
Apaca este o platformă industrială din București, România.
Este amplasată pe terenul fostei fabrici de textile APACA (Atelierele Publice Autonome de Confecții ale Armatei), care înainte de 1989 avea 18.000 de angajați.
Din 1992, anul privatizării APACA, toate unitățile de producție au fost rând pe rând vândute și preschimbate în alte afaceri.
Întreprinderea a fost de altfel printre primele privatizate din România, lucru facilitat și de faptul că era deja organizată pe secții - zece la număr.
În aprilie 2011, pe platforma Apaca își desfășurau activitatea 193 de firme, 24 de persoane fizice autorizate și peste 6.000 de angajați.